# Art parietal de les muntanyes Helan

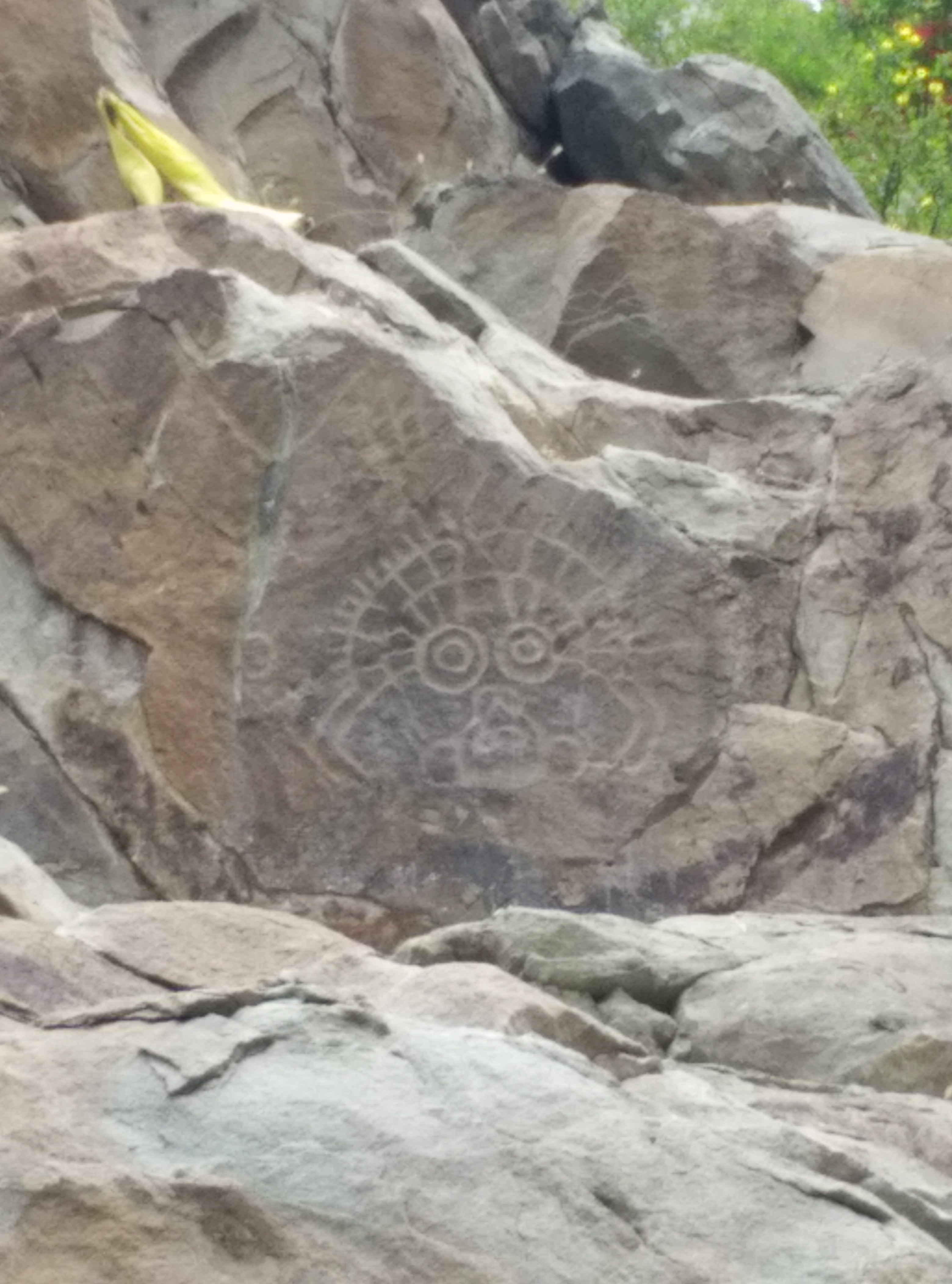
Petròglif que representa a l'esperit (o déu) del sol.

L'art parietal de les muntanyes Helan (xinès simplificat: 贺兰山岩画; pinyin: hèlán shān yánhuà) està constituït per un conjunt de més de 6.000 petróglifs i de pintures rupestres parietals que daten del període de les Primaveres i Tardors i del període dels Regnes Combatents de la Xina, de l'època de la dinastia Xixia o tangut i la dinastia Yuan o mongol. Situades al districte d'Helan, Ningxia, la Xina, és un terme genèric per les vint ubicacions diferents on es van descobrir nombrosos petroglifs. Des de 1996, el jaciment está protegit i és en la llista de monuments de la República Popular de la Xina (còdic 4-193).

## Història
Aquestes obres d'art parietal van ser descobertes per Li Xiangdan (李祥石) el 1969. Una altra gran quantitat es van descobrir entre l'anys 1983 i 1984.
L'any 1991 y el 2000 la UNESCO va celebrar la seva sessió anual a la ciutat de Yiunchuan. L'any 2002 es va establir formalment l'Oficina de Gestió de la Muntanya Helan de Yiunchuan, la funció principal de la qual al territori va ser la responsable de la seva protecció. Aquest mateix any, a la collada d'Helan s'havien catalogat 2.194 grups de pintures rupestres.
Les muntanyes Helan ha estat habitades des de l'antiguitat per diferents nacionalitats: xirong西戎, xiongnu匈奴, xianbei鲜卑, tujue突厥, huihu回鹘, tanguts (党项), tibetà 吐蕃 i mongols. Aquesta diversitat també es reflecteix en les obres d'art i, per tant, entre els motius de petròglifs es poden trobar ovelles, cavalls, vaques, cérvols, gossos i cossos celestes.
Es van utilitzar dos tipus de tècniques per gravar els petròglifs, el tallat amb burí o el desgast mitjançant fregament, és a dir, fricció. Representen animals, símbols —el més característic és el que representa el déu del sol—, i figures humanes en escenes de pastura, batalles, caça o procreació entre d'altres. El tema principal que constitueix aproximadament 2/3 de les representacions és el rostre humà, similar als rostres que es troben en la ceràmiques del Neolític. La relació dels rostres gravats com els seus avantpassats, es creu que hauria de ser amb objecte de culte. Les pedres gravades també, segons altres especialistes, podien servir com a marcadors de camins, ja que s'han trobat principalment dintre de rutes de viatge.

## Galeria

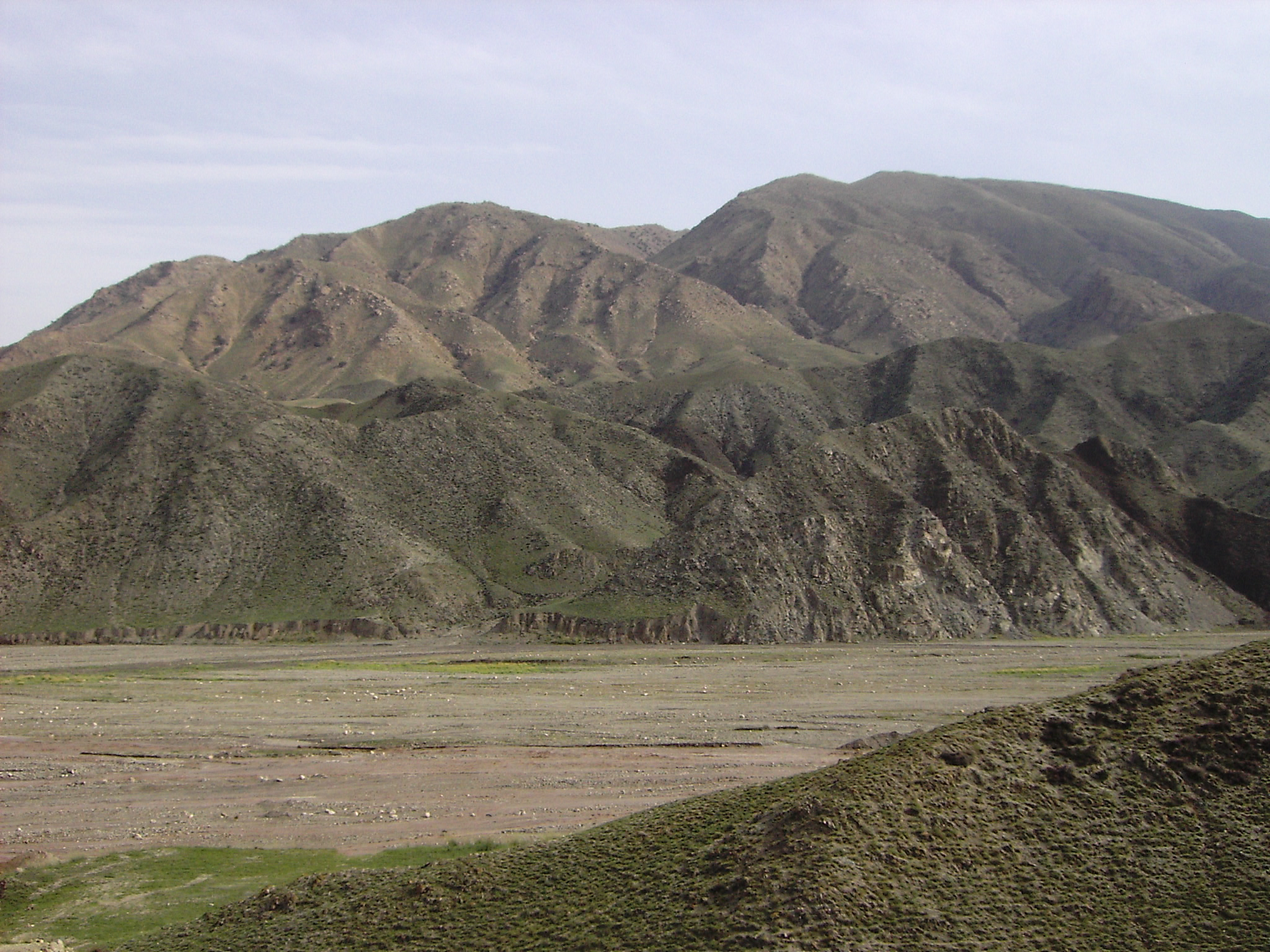
Vista panoràmica de las muntanyes Helan
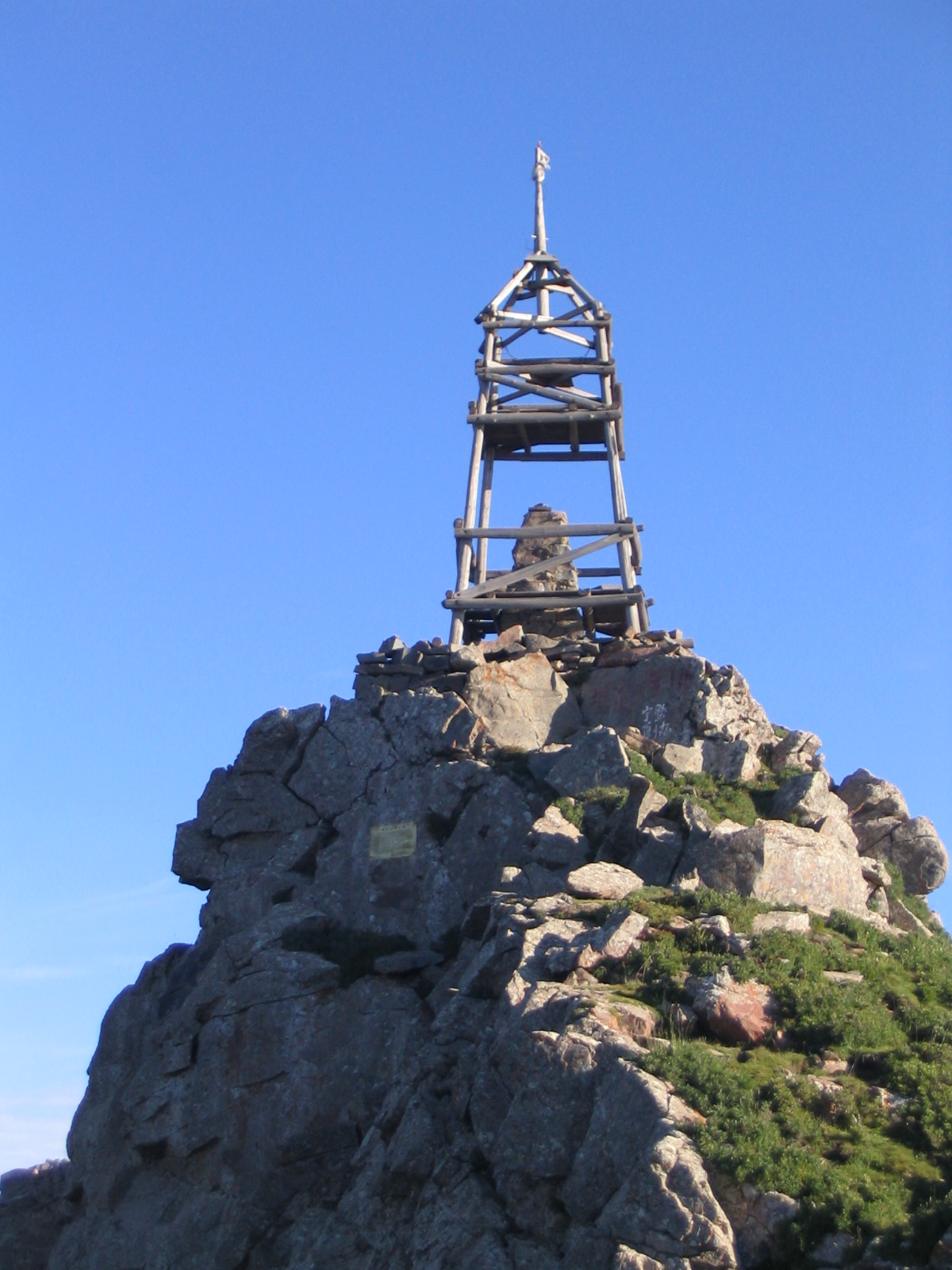
Pic més alt.
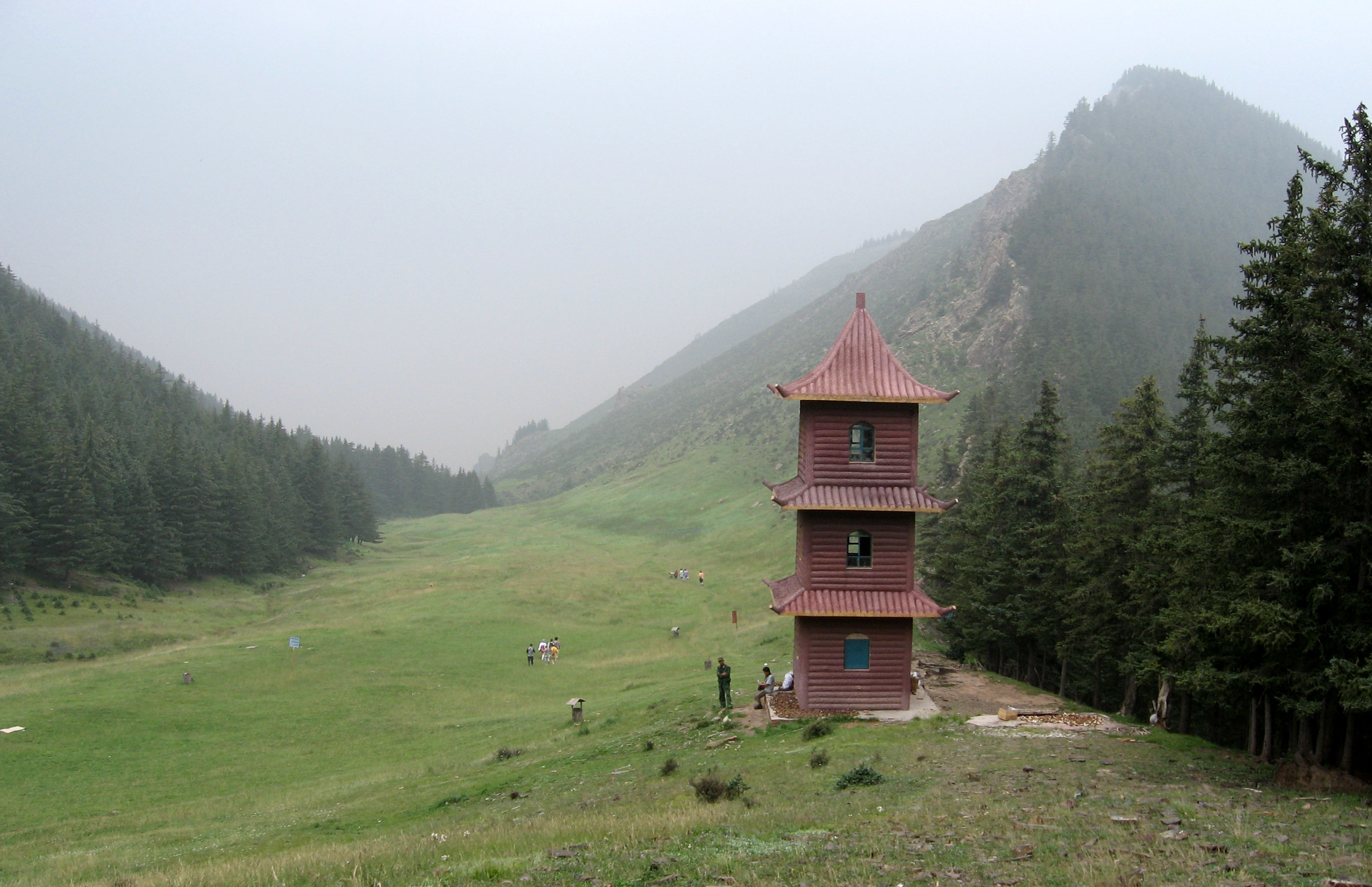
Prats superiors de la serralada.